# Couprei
El couprei (Bos sauveli) és una espècie de bovini. Durant molt de temps, aquest boví salvatge romangué desconegut, car vivia amagat a les selves pluvials del sud-est asiàtic. Viu al límit de tres països entre Cambodja, Laos i el Vietnam.
Es creu que queden menys de 250 coupreis. Aquesta població reduïda és deguda a la caça descontrolada per part d'habitants locals i soldats, juntament amb malalties introduïdes pels bous i la pèrdua d'hàbitat.
Tanmateix, no s'ha observat cap couprei des del 1983 i durant l'última dècada s'han dut a terme diverses cerques de l'animal sense èxit. L'informe de la Unió Internacional per a la Conservació de la Natura (UICN) del 2008 el llista com a "En perill crític, possiblement extingit".